# Литературная Армения
«Литературная Армения» — единственный армянский русскоязычный литературный журнал.

## История
Первый, пробный, номер журнала «Литературная Армения» вышел в декабре 1958 года. Регулярно стал выходить с 1959 года — поначалу раз в два месяца. С 1961 года стал ежемесячным журналом с тиражом 1500 экземпляров. В этом время сформировался окончательный состав редакции, самый первый, заложивший основы будущего журнала. 
Издается при содействии Министерства культуры Республики Армения. 
С января 2020 года журнал выпускается при поддержке Издательского дома «АРЦАХ».

## Главные редакторы
- 1959 — 1969: Гурген Борян
- 1970 — ноябрь 1971: Геворг Эмин
- декабрь 1971 — май 1973: Сурен Арутюнян
- июнь 1973 — август 1975: Микаел Шатирян
- 1976 — 1981: Карэн Симонян
- август 1982 — июль 1987: Арутюн Карапетян
- июль 1987 — настоящее время: Альберт Налбандян